# Onegameer
Het Onegameer (Russisch: Онежское озеро, Onezjskoje ozero; Karelisch: Oniegu; Fins: Ääninen of Äänisjärvi) is een meer in het westen van Rusland en is na het Ladogameer het grootste meer van Europa. De oppervlakte bedraagt 9616 km². De grootste diepte is 127 meter. Het meer ligt op een hoogte van 33 meter boven NAP. De rivier de Svir verbindt het meer met het zuidwestelijker gelegen Ladogameer, vanwaar verdere afwatering plaatsvindt via de Neva op de Finse Golf.
Het meer is rijk aan eilanden, waarvan Kizji van belang is vanwege zijn houten (kerk)architectuur, en daarom is opgenomen in de Werelderfgoedlijst van de UNESCO. De grootste stad aan het meer is de Karelische hoofdstad Petrozavodsk op de westoever.
Het meer maakt deel uit van een belangrijke scheepvaartroute. Sinds 1933 verbindt een 227 kilometer lang kanaal, het Witte Zee-Baltische Zee Kanaal (Belomorsko-Baltijskij kanal) het meer met de Witte Zee. Het is het langste kanaal van Europa. Het Wolga-Oostzeekanaal (Volgo-Baltijskij kanal) verbindt het meer met het Stuwmeer van Rybinsk in de Wolga.
Aan de zuidwestelijke oevers van het Onegameer leven de noordelijke Wepsen, een etnische minderheid die een aan het Fins verwante taal spreekt, het Wepsisch. 
Aan de oostoever van het meer werden ten zuiden van de monding van de Vodla in de 19e eeuw belangrijke petrogliefen ontdekt, de petrogliefen van het Onegameer. Deze zijn circa 6000 jaar oud en worden toegeschreven aan de voorouders van de huidige Wepsen en Finnen. De sites werden in 2021 tijdens de 44e sessie van de UNESCO Commissie voor het Werelderfgoed als onderdeel van de inschrijving Petrogliefen van het Onegameer en de Witte Zee erkend als werelderfgoed en toegevoegd aan de werelderfgoedlijst.